# 北26線
北26線 台北－內湖，是位於台北市的一條已解編鄉道，西起台北市中山區台北，東至原台北縣內湖鄉內湖，全長7.081公里。

## 路線說明
本線幾乎全線消失。原線由舊濱江街、下塔悠路、內湖橋進入內湖區接濱江南路（今江南街）。目前僅起、終點附近一小段路尚存。
台北市
- 中山區：台北（原104線岔路）→ 濱江街 → 田心 → 下塔悠街 → 濱江街 → 內湖橋（區界）

台北縣
- 內湖鄉：內湖橋（區界） → 濱江南路（江南街） → 內湖（終點，原104線岔路）

## 歷史沿革
前身為日治時期的宮前町梘頭道。本線於1961年第一次公路清查時即編成，於1970年台北市升格時，因應週遭之南港鎮、景美鎮、木柵鄉、內湖鄉及陽管局所轄之士林鎮、北投鎮合併而全線解編，1977年時中山高速公路基隆－內湖完工時即已對本線原路徑造成極大變動，1993年10月基隆河第二期截彎取直完工後，原下塔悠街、濱江街之一部分消失。1992年內湖橋拆除後造成現今之濱江路、江南街無法貫通。

## 連接道路
- 初代104線